# Villa Pierre-Ginier
La villa Pierre-Ginier est une voie du 18e arrondissement de Paris, en France.

## Situation et accès
La villa Pierre-Ginier est une voie située dans le 18e arrondissement de Paris. Elle débute au 7, rue Pierre-Ginier et 11, rue Hégésippe-Moreau et se termine au 1, rue Étienne-Jodelle et rue Hégésippe-Moreau.

## Origine du nom
Elle porte le nom du peintre Pierre Ginier.

## Historique
Cette voie qui était précédemment partie de la rue Pierre-Ginier a pris sa dénomination actuelle par un décret préfectoral du 22 août 1950.